# Pokřováček vláknoocasý
Pokřováček vláknoocasý (Stipiturus malachurus) je druh ptáka z čeledi modropláštníkovití. Obývá pouze vřesoviště na jižním pobřeží Austrálie, kde je tedy endemitním druhem.

## Popis

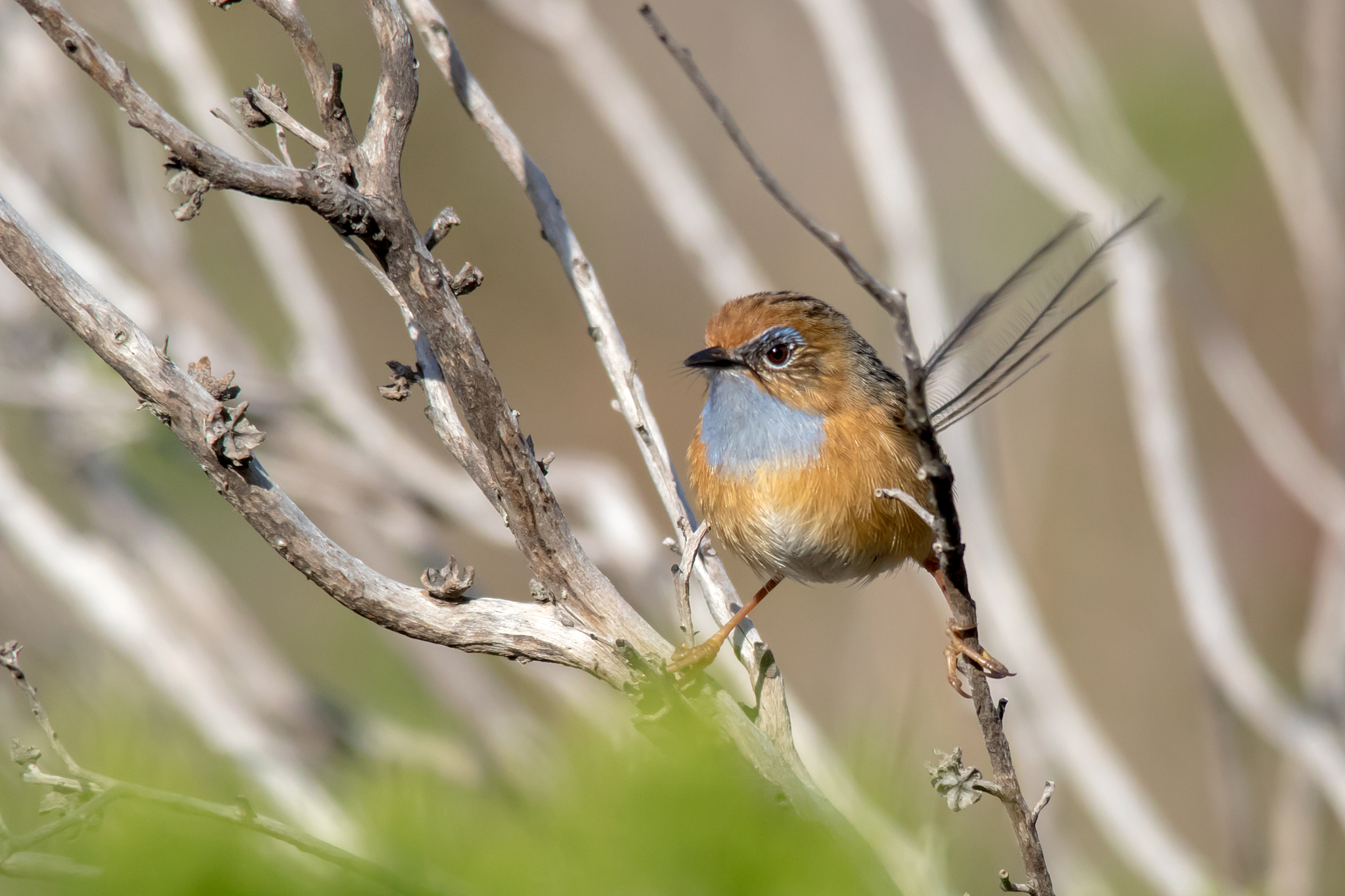
Modré hrdlo

Tělo i s ocasními pery pokřováčka vláknoocasého dosahuje délky 19 cm, samotné tělo ale pouze 6 cm, což z něj činí jednoho z nejmenších druhů ptáků Austrálie. Svá 10 cm dlouhá ocasní pera drží většinou ve vzpřímené poloze. Samci jsou šedohnědí s černými pruhy. Hrdlo je výrazně modré, kolem očí jsou modré kruhy. Samičky jsou podobné, ale postrádají modré zbarvení.

## Výskyt

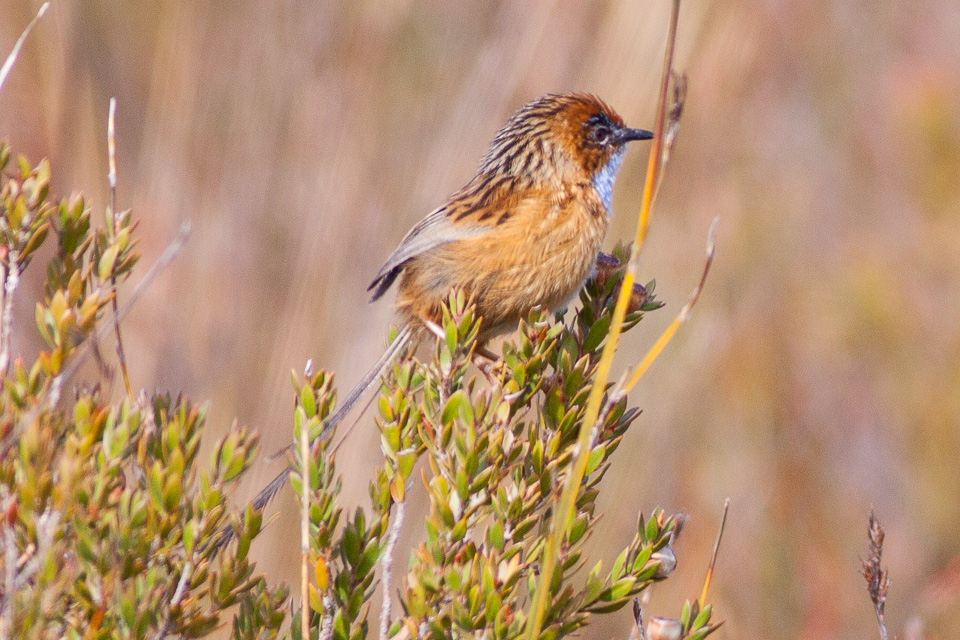
Černé pruhy

Pokřováček vláknoocasý se vyskytuje podél východního (od jihovýchodního Queenslandu přes Tasmánii) i západního pobřeží Austrálie (od Žraločí zátoky po Israelite Bay). Ve vnitrozemí se vyskytuje až po město Norseman. Je plachý, a proto tráví většinu času v hustých křovinách a vřesovištích s čajovníky.

## Poddruhy
Pokřováček vláknoocasý má 8 uznávaných poddruhů:
- Stipiturus malachurus ssp. halmaturinus
- Stipiturus malachurus ssp. hartogi
- Stipiturus malachurus ssp. intermedius
- Stipiturus malachurus ssp. littleri
- Stipiturus malachurus ssp. malachurus
- Stipiturus malachurus ssp. parimeda
- Stipiturus malachurus ssp. polionotum
- Stipiturus malachurus ssp. westernensis